# Fight Ippatsu! Juden-chan!!
Fight Ippatsu! Jūden-chan!! (яп. ファイト一発！ 充電ちゃん!! Фаито иппацу! Дзю:дэн-тян!!) — манга Бо Дитамы, выходившая в период с ноября 2005 года по октябрь 2013 года в журнале Comic Gum. Так же имеются игровая и аниме-адаптация манги.

## Сюжет
Ядро Жизни—мир, параллельный Земному, -- обладает супер-продвинутыми технологиями. Одна из них даже позволяет перемещаться между измерениями. С помощью этой технологии на Землю проникают девушки называемые дзюдэн-тян (яп. 充電ちゃん дзю:дэн-тян), или «Заряжайки». Все они работают в корпорации «Неодим», а их главной задачей является поиск находящихся в депрессии людей и их особая «подзарядка» электричеством, выводящая человека из депрессии. Благодаря своим технологиям дзюдэн-тян невидимы для людей и могут свободно проходить через физические тела нашего мира. Однако, главная героиня, дзюдэн-тян Плаг, сталкивается с главным героем, Сэнто Оми, видящим дзюдэн-тян несмотря на маскировку. Более того, он способен их касаться и начинает знакомство с того, что отправляет Плаг в полет ударом биты по голове. Вскоре Сэнто знакомится и с другими дзюдэн-тян.

## Персонажи
- Сэнто Оми (яп. 近江閃登 О:ми Сэнто) — главный герой. Способен видеть дзюдэн-тян и пока он касается какого-либо тела, оно в свою очередь может коснуться дзюдэн-тян. Имеет привычку бить дзюдэн-тян бейсбольной битой по голове если они раздражают его своим поведением или просто неожиданно появляются из стены. Сэйю — Хироки Такахаси.
- Плаг Криостат (яп. ぷらぐ・クライオスタット Пурагу Кураиосутатто) — главная героиня, одна из дзюдэн-тян. Немного легкомысленная, растяпа, в корпорации «знаменита» из-за своей выдающейся некомпетентности при выполнении работы, за что ей постоянно урезают зарплату. В то же время она искренняя и добрая, и готова пожертвовать собой ради помощи людям. Познакомилась с Сэнто пытаясь подзарядить его сестру и впоследствии стала часто появляться в его доме. Благодаря встрече с Сэнто по-новому взглянула на работу, поняв что если бездумно заряжать людей, это не устранит источника их депрессии. Сэйю — Каори Фукухара.
- Арреста Бланкет (яп. アレスタ・ブランケット Арэсута Буранкэтто) — одна из дзюдэн-тян, впоследствии напарница Плаг. В отличие от Плаг, широко известна качеством своей работы, однако, к её ужасу, Сэнто без труда обошел её в состязании в поиске целей дзюдэн-тян. Надменна, чем вызывает раздражение Сэнто и Плаг. Периодически становится объектом издевательств со стороны Плаг. Как и она, Арреста начала знакомство с Сэнто с того что получила битой по голове. Вскоре она обнаружила что ей нравится, когда Сэнто её избивает. Сэйю — Аяхи Такагаки.
- Рона Эрумо (яп. ロナ・エルモ Рона Эрумо) — маленькая девочка, главный антагонист аниме. Ходэн-тян (яп. 放電ちゃん хо:дэн-тян) — противоположность дзюдэн-тян, способная вытягивать энергию из людей. Некто посоветовал ей поиграть в параллельном мире, но так как никто не мог её видеть и касаться, единственным развлечением для неё стало нападение на людей. Познакомившись с Сэнто способным её видеть, она прекратила свои нападения. Сэйю — Ая Хирано.
- Милли (яп. スイーティー・ミリィ Суи:ти: Мири) — главная героиня вымышленного аниме «Miracle Witch Milly» (яп. 魔法少女 スィーティミリィ), показываемого в каждом эпизоде «Fight Ippatsu! Jūden-chan!!». Девочка-волшебница, постоянно попадающая в различные BDSM сцены и к возмущению своего маскота, Бити, получающая удовольствие от того что её связывают или насилуют тентаклями. В начале сериала сражается с Сэрикой, но впоследствии они объединяют усилия и в итоге влюбляются друг в друга. Сэйю — Таэ Окадзима.
- Бити-кун (яп. ビッチくん Би:ти-кун) — маскот Милли, постоянно её оскорбляющий. Сэйю — Томоко Канэда.
- Кровавая Сэрика (яп. ブラッディ・セリカ Бурадди Сэрика) — злодейка, противостоящая Милли. Часто связывает и избивает Милли, но в итоге влюбляется в неё. Сэйю — Асами Имаи.